# 反媒體壟斷運動

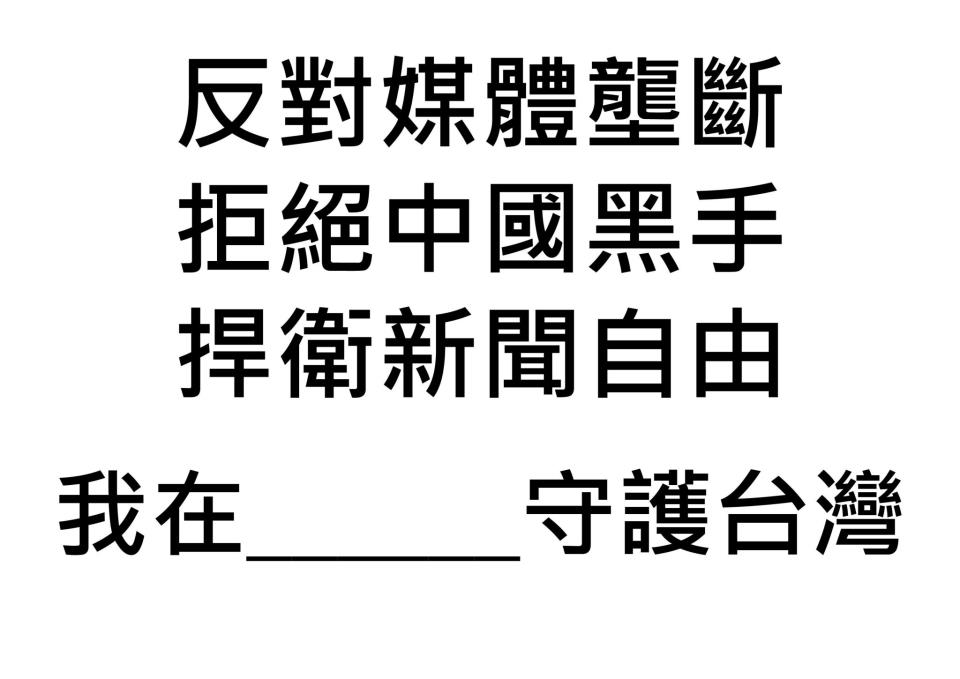
反媒體壟斷運動通用標語模板

反媒體壟斷運動，又稱反媒體巨獸運動，為2012年在台灣發起的學生與社會運動，901反媒體壟斷聯盟與由台灣各大學院校學生組成的反媒體巨獸青年聯盟為推動此運動的主要團體。反對旺中案、反對壹傳媒併購案，要求制定反媒體壟斷法。以維護台灣新聞自由、反對媒體壟斷、防止中華人民共和國企業與台灣財團控制台灣媒體為主要訴求。
2019年6月後，反媒體壟斷運動再度被熱議。6月上旬，香港發生一連串反對逃犯條例修訂草案的活動，大量臺灣報章將相關事件放置於頭版報導，惟部份媒體卻對相關活動隻字不提，令部份民眾感到臺灣仍有媒體被北京政府染紅，拒絕報導大型反對北京政府群眾活動。。台灣於6月23日臺北市凱達格蘭大道舉行「拒絕紅色媒體、守護臺灣民主」遊行。

## 主要組織與成員

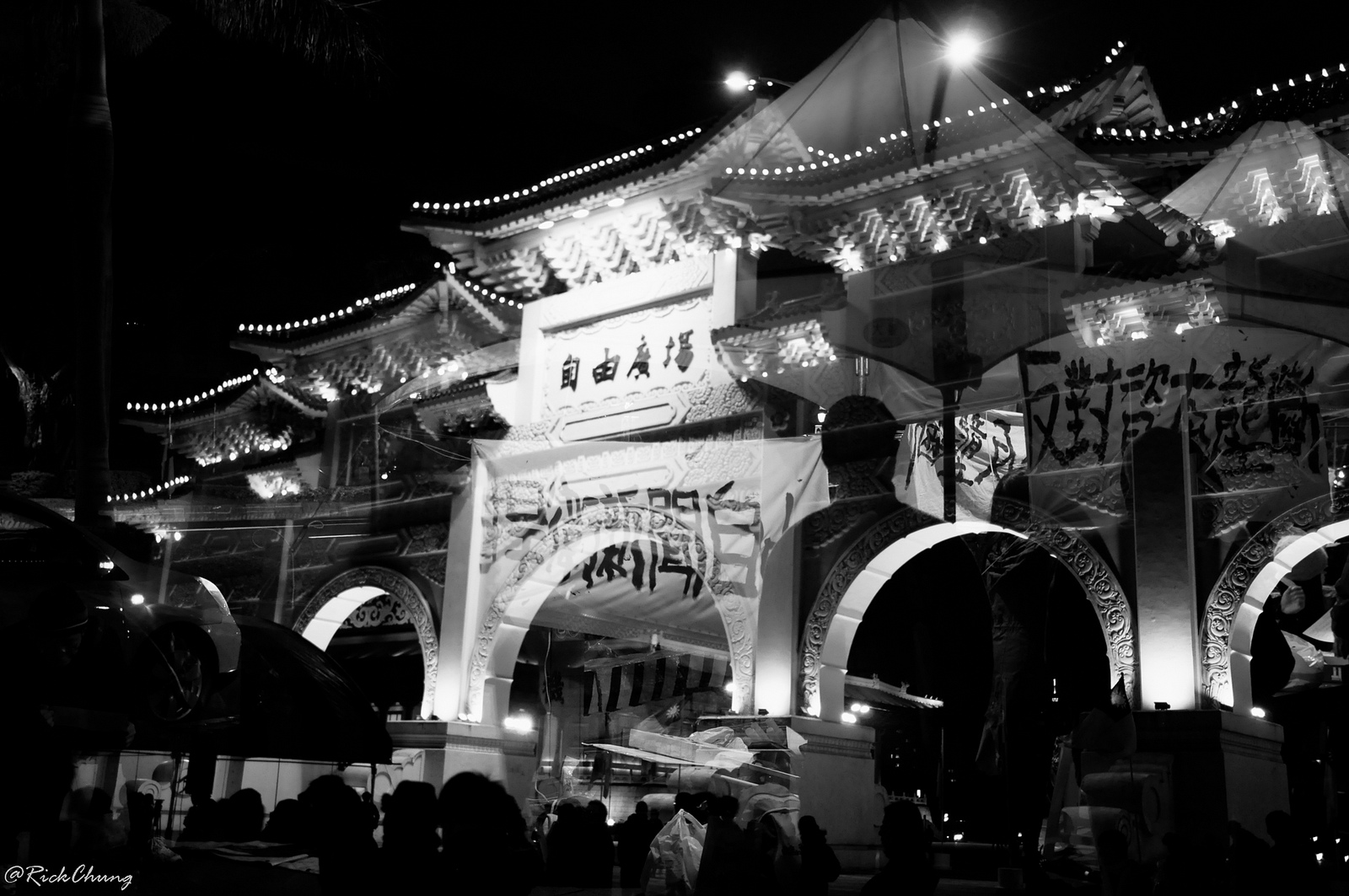
在中正紀念堂前的自由廣場跨年守護新聞自由

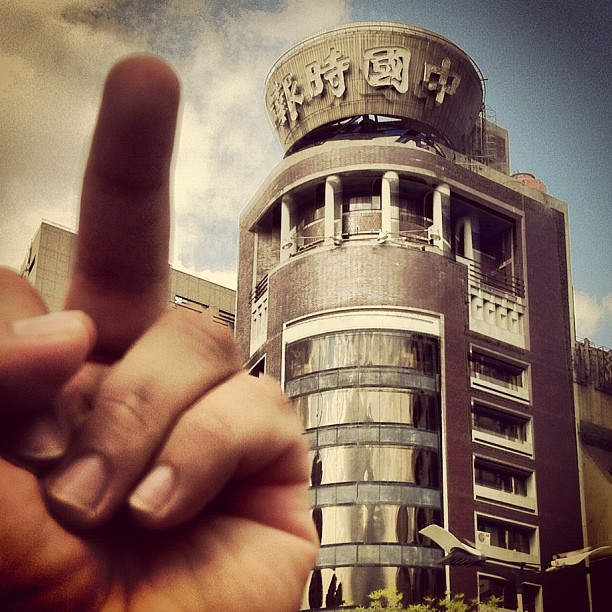
遭部分臺灣網友鄙視的中時大樓反映了其作風爭議

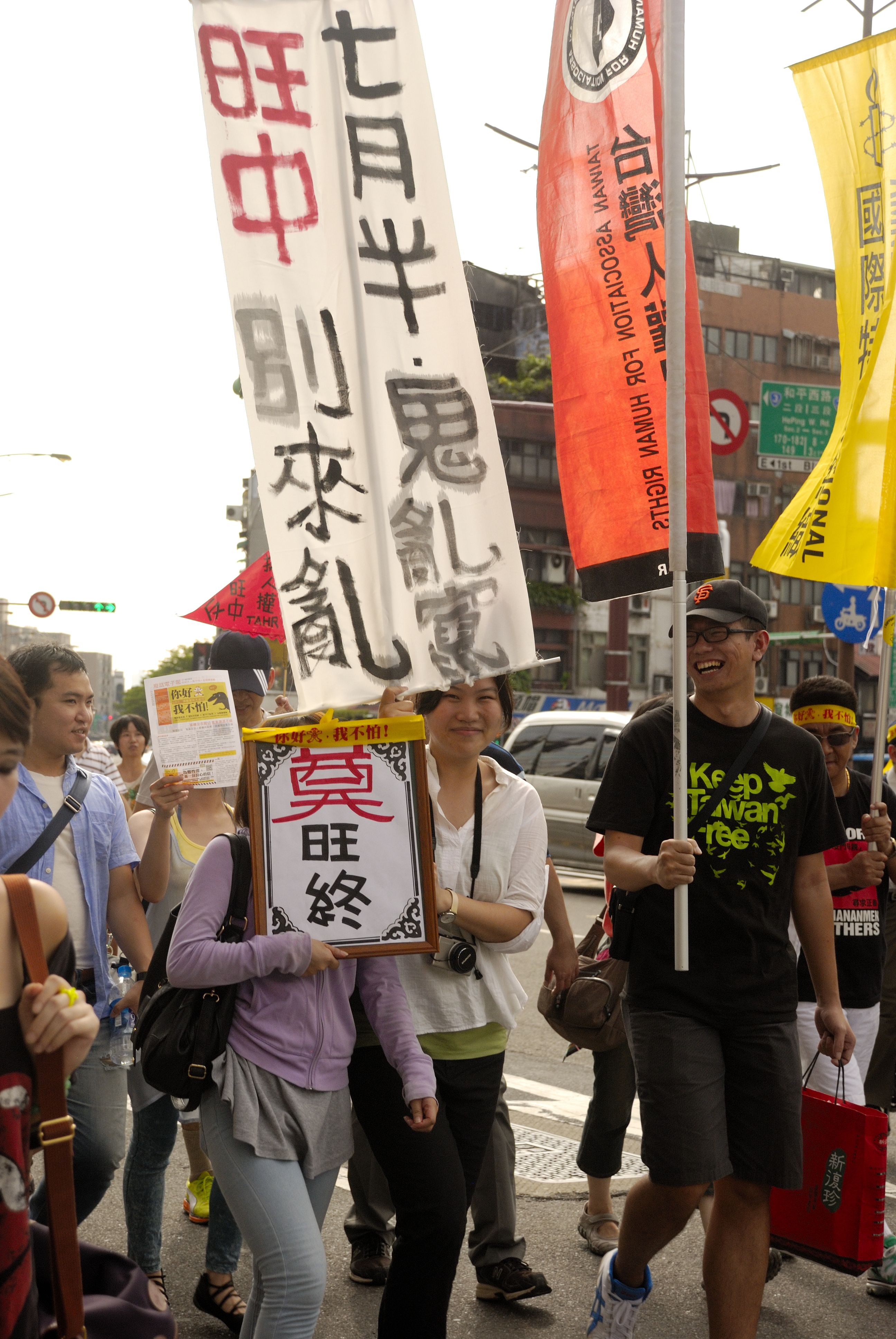
「鬼月反旺中」之奠旺終

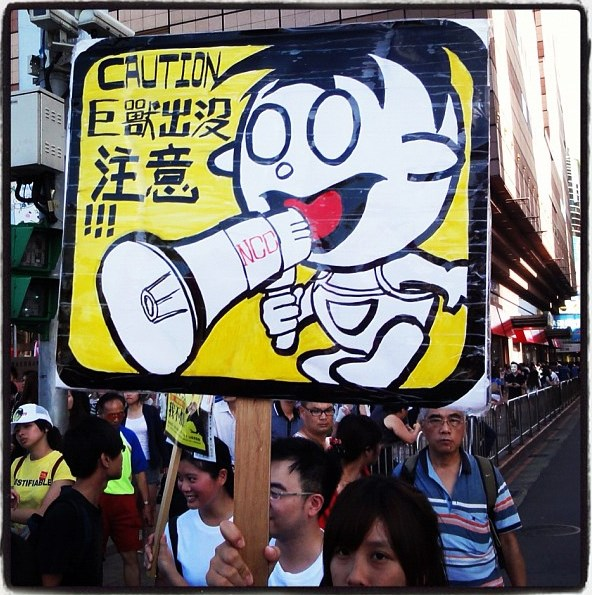

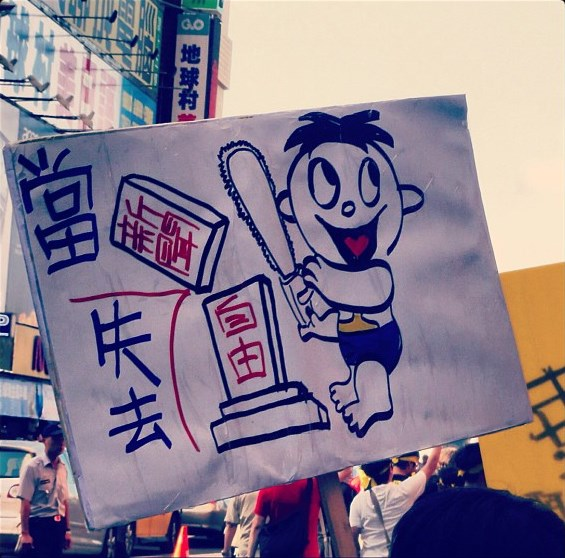
抗議併購壟斷媒體、置入性行銷與封殺不合中國觀點的資訊評論扼殺新聞自由

主要組織有三：一個是反媒體巨獸青年聯盟、另一個是901反壟斷聯盟、中央研究院部分院士與學者，三方的成員如下：
反媒體巨獸青年聯盟
反媒體巨獸青年聯盟總召集人是林飛帆，當時為國立台灣大學研究生學會會長。成員由台灣各大學院校的社團所集結。包括陳為廷、賴品妤、洪瑞璞、妖西等人。
901反壟斷聯盟
901反壟斷聯盟，則是包括三十多個社運團體，計有台灣新聞記者協會、台大新聞研究所教授張錦華、中央研究院臺灣史研究所副研究員吳叡人、台灣人權促進會會長賴中強、成大政治系副教授梁文韜、守護民主平台召集人徐偉群、中正大學副教授管中祥、等人也參與其中，並提供支持。
中央研究院部分院士
中研院院士余英時以親筆信表示支持，其中院士曹永和、廖運範、鄭天佐、吳茂昆、李遠哲、李文雄、杜正勝、周昌弘、林明璋等九位院士，以及六百多位學者參與連署反壹傳媒併購案。

## 歷史

### 運動前期
在台灣解嚴之後，學者及民間社運團體開始重視新聞媒體的自主性，推動黨政軍退出媒體運動。1995年起，利用街頭遊行、公聽會等管道，對政府施壓。
陳水扁執政時期，於2003年，立法院完成廣電三法中三項法律修正案，俗稱黨政軍退出媒體條款。在修正案中，規定政府、政黨不得捐助與成立新聞媒體。2005年，國民黨將中視股權出售給財團，政府建立公視集團，被視為是黨政軍退出媒體運動的重要里程碑。
2008年，馬英九於總統大選中勝選，國民黨重回執政。旺旺集團回台灣投資，先後併購中國時報集團中的《中國時報》、《中天電視台》、《中國電視》等，形成旺旺中時集團，並計畫繼續併購頻道業者。社運團體與學者張錦華、林麗雲、洪貞玲、林宗男、黃國昌等人，擔心台灣媒體財團化，財團跨媒體經營，造成台灣媒體遭壟斷。自2010年起先後反對中時、中天、中視併購案、旺中併購中嘉案，號召示威遊行等活動。
2010年，壹傳媒主席黎智英，在台灣創辦壹電視。同年，立法院通過廣電三法修正案，將黨政軍投資放寬至10%，再度引起黨政軍介入媒體的爭議。12月13日，《中國時報》記者黃哲斌，在個人部落格發表「乘著噴射機，我離開《中國時報》」，在文章中，陳述台灣媒體置入性行銷的狀況極為嚴重，他因此決定離職。民間社運團體，號召第二次黨政軍退出媒體運動，在阻止黨政軍勢力進入媒體之外，也希望規範台灣財團。
2011年1月12日，因社會壓力，立法院通過預算法增訂第62條之1條文案，要求政府、政府捐助的財團法人、公營企業，不得進行置入性行銷。但是此法律並沒有規範民間財團，社運人士仍然對此表達抗議。
2012年，《華盛頓郵報》採訪旺中集團主席蔡衍明，在報導中指出，蔡衍明認為六四事件並沒有人死亡。此事觸怒了中華人民共和國民運人士，王丹因此發起拒絕中時運動，余英時發表聲明支持。拒絕中時運動的成員認為，中華人民共和國政府可能透過旺旺集團等台灣財團，來干預台灣民主。拒絕中時運動的成員，加入反對旺中併購中嘉案。
因凱擘與中嘉等頻道業者，拒絕讓壹電視進入有線電視頻道。壹傳媒在聽證會中指控，此事是因旺旺中時集團在背後阻止，加入反對旺中併購中嘉案。
2012年7月起，多個團體透過臉書發起反媒體壟斷活動，包括導演王小棣發起的「無力者結盟運動」，提出「你好大、我好怕」口號，希望大家拒看中視、不買中時。另有小兒科醫師彭裕弘與親子共學團發起人郭駿武則在網路發起「拒看與拒買旺中集團媒體」行動，與發起「親子家庭拒旺中媒體」。

### 反媒體壟斷運動開始
2012年7月25日，黃國昌等人召開記者會，反對旺中併購中嘉案。記者會結束後，約有百來位學生到中華民國國家通訊傳播委員會抗議旺中案。中國時報集團報導，部份參與遊行的學生，是受雇出現，暗指學者黃國昌應該為此負責。清大學生陳為廷在臉書上指控時報週刊副主編林朝鑫可能與此事有關，《中國時報》與《中天新聞台》等以大篇幅報導回擊。引發旺中案走路工事件。
7月31日，包括台大、清大等30餘個學生社團，在網路上組成反媒體巨獸青年聯盟。號召約700名學生聚集在中天電視台前，抗議旺中案走路工事件報導不公，表達對旺中集團的不滿，遊行口號為 [我是學生，我反旺中] 。正式宣誓加入反媒體壟斷運動。
9月1日，近百個民間社團，在台灣新聞記者協會的主導下，發動反媒體壟斷大遊行。這些民間社團，組成901反媒體壟斷聯盟，共同推動反媒體壟斷運動。反媒體巨獸青年聯盟也參與其中，形成學運與社運結盟的形式。
10月16日，因壹電視無法在有線電視上架，造成虧損，壹傳媒主席黎智英決定將台灣媒體事業出售給中信集團辜仲諒、台塑集團王文淵與旺中集團蔡衍明等人。反媒體壟斷運動成員，表態反對此項併購案，要求公平交易委員會與國家通訊傳播委員會介入，此外，也訴求制定《反媒體壟斷法》，防止媒體被少數財團控制。
11月25日，反媒體巨獸青年聯盟在壹傳媒簽約前夕提出四點訴求：
- 政府嚴審
- 反壟斷入法
- 反中國因素
- 聲援壹傳媒工會

11月28日，學者余英時以親筆信聲援反媒體壟斷運動，表達對財團購併壹傳媒。在信中，余英時認為中共假借台商購買台灣媒體，將會影響台灣民主。
12月31日，反媒體壟斷巨獸青年聯盟成員在自由廣場守夜靜坐。2013年1月1日，約四百多位青年學生，自凌晨三點起，由自由廣場移師凱達格蘭大道靜坐，並拉起布條進行示威抗議。

### 時代力量反對媒體壟斷
2019年6月13日，時代力量立法委員黃國昌在臉書公佈取得凱達格蘭大道的路權並正式宣佈「拒絕紅色媒體、守護台灣民主」活動權及紅色媒體滾出台灣遊行確定在6月23日下午舉行，遊行目的旨在驅趕親中的紅色媒體及避免其對臺灣的影響、守護臺灣民主與自由及聲援香港人反對逃犯條例修訂草案。。

## 旺中案失效
2013年2月20日，旺中案因未符合國家通訊傳播委員會（NCC）於2012年7月25日所提出的3項停止條件及25項承諾，旺中案因此失效。

## 年代董事長練台生取得壹電視
2013年6月1日，壹電視經歷多個買主先後競爭退出後，公告賣給有「有線電視台三大霸主」之一外號的年代董事長練台生。今週刊曾於2009年報導「對大部分人而言，練台生是個陌生的名字，然而，這個陌生的名字卻擁有百億元的身價。掌控著有線電視頻道商的生死，又是每年湧進數百萬人次的錢櫃KTV董事長，具有媒體、娛樂大亨雙重身分」、「有線電視界無人不知、無人不曉」、「操縱有線電視頻道商的生殺大權」。
東森新聞於四月報導練台生「會晤員工時，把狠話說在前頭，直言如果大家不歡迎他，繼續吵下去，以致於審核無法通過，就直接解散壹電視。」聯合報於五月初報導「預估將壹電視綜合台所有人力全部資遣、新聞台也將裁員四成，裁員總人數估計超過四百人。」針對壹電視組織調整方案，壹電視工會聲明關心被資遣的員工，同時要求練台生團隊對於留任人員，應該承諾不裁員、不減薪、未經同意不調整職務等以表達善意，也再度呼籲簽訂新聞自主公約。

## 廣電三法修法爭議
「廣播電視法」、「有線廣播電視法」及「衛星廣播電視法」合稱「廣電三法」。
2013年1月1日，反媒體巨獸青年聯盟提四點訴求：
- 反壟斷三法，國民黨勿阻攔
- 公平會勿閃避，立刻召開聽證會
- 說法要統一，投審會別落跑
- 政府要透明、進度要公開

2013年1月8日，民進黨立院黨團提出「廣電三法修正草案」，經過1天的審議與討論後，9日下午將該案初審通過送出委員會，不需朝野協商，預計週五（11日）送立法院院會。草案中針對「落實媒、金分離」、「設立外部獨立董事」、「訂定編輯室公約」、「外資對媒體直接與間接持股的比例不該高過60%」、「系統業者向金融機構借貸不能高過30%」、「有線電視系統業者的財務狀況須公開」、「垂直管制集合門檻至10分之1等」訂定規範。。
2013年1月10日，民進黨提出反媒體壟斷修正草案，吳育昇代表國民黨黨團表示支持民進黨提出的《廣電三法》修正案於次日完成三讀。台大政研所碩士生侯漢廷(國民黨青年團)、文化大學博士生林明正(新黨)、政大外交系碩士生王炳忠(新黨)等三位研究生，組成中旺之心同盟，至立院門口靜坐，表達支持旺中案、反對修法的態度。
但疑因對旺中集團、富邦集團、中信集團、台灣產險有影響。由國民黨行政院提名之國家通訊傳播委員會，其中翁柏宗和謝煥乾漏夜召開記者會，批修法草率，並提出多項質疑，馬英九總統與行政院長陳冲見面會商後，國民黨中央緊急暫停。1月11日，國民黨團在立法院將民進黨版修正案由議程的第一案撤下，進行朝野協商，以議事程序封殺此案。青年聯盟人員到立法院進行抗議。
2013年6月，國際記者聯盟（IFJ）在都柏林舉行每三年一次的全球大會中，通過台灣新聞記者協會所提出的緊急決議案，促請中華民國政府與國會，確保提供能有效保障台灣新聞事業，免於受到商業利益惡性壟斷的法律，並建立防範機制，確保新聞媒體免於受到商業或政治利益干預新聞內容自主及新聞記者權益。

## 反媒體壟斷法修法爭議
2013年6月18日，新聞媒體自律協會理事長成嘉玲、台灣報業公會理事長林聖芬、中華民國廣播商業同業公會理事長馬長生等三人拜訪立法院長王金平，提出陳情書，指出反媒體壟斷法對維護新聞媒體專業自主相關條文值得肯定，但部分條文卻擴大規範、越權管轄，違反憲法保障之自由權利，要求刪除相關條文。成嘉玲說，過去新聞界為爭取言論自由，努力廢除出版法，如今「出版法」卻藉此法借屍還魂，令人無法接受。
2013年6月21日，報載「媒體壟斷防制及多元維護法草案」（反媒體壟斷法）將媒金分離條款納入規範，不過經營有線電視、電視購物、頻道的富邦金控董事長蔡明忠，以及聯邦銀行大股東、自由時報創辦人林榮三，將因為相關配套條文包括「回溯條款」保留，導致相關配套措施不完整，成為媒金分離的例外。歸納敘述如下：
富邦金控董事長蔡明忠

- 富邦人壽是台灣大的逾3％大股東之一
- 台灣大透過台固媒體買下國內5家系統台，是國內第4大有線電視系統台
- 富邦在台固媒體間接持股比例不到5％
- 以個人及家族名義成立大富媒體
- 大富媒體已收購凱擘股份有限公司(可參照東森媒體集團)

未達反媒體壟斷法對於「整合」定義，必須達到有表決權股份或資本額總數10％以上者。「自然人、四等親」等「關係人」條例未納入媒金分離條款內。
自由時報創辦人林榮三

- 聯邦銀行大股東，未擔任聯邦銀行董事長

媒金分離只規範金控公司負責人不能投資媒體。
中國時報社論，質疑綠營竟然主張，在NCC成立前的既成事實可不受該條文規範。不知是NCC成立前的銀行比較無害，還是NCC成立前的媒體就沒有壟斷？社論主張堅持貫徹「媒金分離」原則，讓所有金融控股公司一起退出媒體。
立委蔡正元痛批「銀行、金控公司是特許行業，掌握大批民眾資金，若反媒體壟斷法草案沒有納入媒金分離、回溯條款，只是保障媒金壟斷集團、懲罰未來想投資媒體的新競爭者，全世界沒有國家會如此作。」，立委林滄敏表示「反媒體壟斷法涉及言論自由，及人民權利義務事項，絕不能有針對性的立法。目前反媒體壟斷法草案版本，明顯僅針對旺旺中時集團規範，其他媒金一體財團卻完全不受管制，相當不應該。」
鈕則勳教授表示「反媒體壟斷法既然要媒金分離，又不溯及既往，又沒有過渡條款或日落條款，是不是在幫特定的人事護航或量身訂做」、「面對台灣根本不存在壟斷問題而強行立法，憂心未來會不會又造成另一個立法疏失。」，媒體人唐湘龍表示「反媒體壟斷法根本是一個沒有必要的法律」、「呼籲NCC，如果認為台灣有媒體壟斷現象，就該自己站上第一線，不要都只是順著市場風向球走，一不小心十天前的對，就變成十天後的錯。」
2013年6月24日，報載（九〇一反媒體壟斷聯盟）前金管會主委、中研院研究員施俊吉反駁，若（反媒體壟斷法）立法完成實施後，任何媒體事業都要遵守媒金分離，包括自由時報和聯邦銀行、大富媒體與富邦金控、旺中的國票金控與旺旺友聯，都有媒金合一疑慮存在，都要進行修正。「旺中集團看不懂法律！」、「不知（中時）在吵什麼東西！」同時表示媒金分離有管制原則後完全不需要「回溯條款」。
2013年6月，九〇一反媒體壟斷聯盟發言人管中祥表示，6年多前在NCC成立時，包括媒體觀察基金會等多個公民團體就曾拜會NCC，盼制訂國內首部反媒體壟斷專法。他和聯盟的立場都是一致，也就是反媒體壟斷法應該「玩真的」，不該為特定集團或打擊特定集團進行修法。並強調，有人指草案中訂定編輯室公約是「出版法復辟」，但這根本是顛倒是非，只有媒體老闆才不喜歡編輯室公約，不是記者，呼籲朝野政黨應信守承諾，盼立法院可以盡速通過《反媒體壟斷法》。
2018年5月19日，黃國昌以時代力量黨主席身分發表寫給就任總統2周年的蔡英文看的公開信，他說，反媒體壟斷的立法，到現在連草案都提不出來。

## 廣播電視壟斷防制與多元維護法草案〔反媒體壟斷法〕

### 概論
- 1994年9月23日司法院釋字第364號解釋文，對於人民平等「接近使用傳播媒體」之權利，亦應在兼顧傳播媒體編輯自由原則下，予以尊重，並均應以法律定之。[33]
- 2006年7月21日釋字第613號理由書第三項，針對廣播電視及其他大眾傳播媒體可能遭到壟斷之危險，積極立法加以防範，確保社會多元意見得經由媒體之平台表達及散布，形成公共討論之自由領域。[34]

### 第7條〔整合定義〕
2013/4/26 版本
本法所稱廣播電視事業之整合，指廣播電視事業有下列情形之一者：
1. 與他事業合併，或形成共同所有或共同控制關係。
2. 廣播電視事業之同一股東及其關係人直接或間接持有或取得該廣播電視事業之股份或出資額，達股份或資本額總數百分之二十以上，再取得或持有他廣播電視事業之股份或出資額，達股份或資本額總數百分之二十以上。
3. 轉讓或出租全部或主要部分之營業或財產。
4. 與他事業共同經營或委託他人經營。
5. 業務經營或人事任免約定由他人直接或間接控制。
6. 聯合經營。
7. 簽訂二年以上之頻道代理或授權契約，或授權同一頻道代理商居中仲介其頻道節目公開播送累計達三年以上，再與同一頻道代理商簽訂頻道代理或授權契約。

前項第一款所稱共同所有，指二以上事業之股份或資本額總數百分之五十以上由同一自然人或事業及其關係人持有或出資者。
第一項第一款所稱共同控制，指二以上事業由同一自然人或事業及其關係人直接或間接控制事業經營或人事任免，或以其他方法取得實質影響力者。
股份或出資額之計算，應將受讓人之關係人所持有或取得該廣播電視事業之股份及出資額一併計入。

### 第27條（媒金分離條款）
2013/5/29 修正紀錄
媒體之發起人、董事、監察人、經理人或受託人，應善盡媒體經營者之公共責任，並謹守利益衝突迴避原則，不得有濫用媒體公器及侵犯新聞專業自主之行為。
1. 金融控股公司、銀行、保險機構及其負責人、其捐助成立之財團法人或其受託人不得持有媒體事業有表決權股份或資本總額超過百分之十。
2. 金融控股公司、銀行、保險機構及其負責人、其捐助成立之財團法人或其受託人違反前項規定者，其超過部分無表決權，並由主管機關命其於限期內處分。
3. 金融控股公司、銀行、保險機構及其負責人、其捐助成立之財團法人或其受託人不得擔任媒體事業之發起人、董事、監察人或經理人。
4. 金融控股公司、銀行、保險機構及其負責人、其捐助成立之財團法人或其受託人違反前項規定者，主管機關得命於限期內免除擔任職務。

前四項負責人指金融控股公司、銀行、保險機構之董事、監察人、總經理、副總經理、協理、經理或與其職責相當之人。

## 各界反應

### 蔡正元
2013年1月2日，國民黨立法委員蔡正元在臉書發表看法，認為，反媒體壟斷是假議題，違反出版自由，反媒體壟斷人士只是被林榮三與黎智英為個人商業利益煽動，大學生則淪為跑龍套。

### 民主進步黨
前主席蔡英文表示「新聞自由是民主制度的城牆。城牆破了，民主就會被淹沒」，「旺中案之所以被重視，就在越來越多人警覺到，如果我們的傳播公器只集中在少數集團或個人手上，是令人憂心的，尤其當這個集團或個人並不願意信守傳播的民主原則，拒絕尊重新聞專業和倫理的時候，我們的民主自由就會一步步的遭受侵犯。這也是為什麼所有的民主國家都設有嚴格的規定來避免媒體的壟斷，而她在黨主席任內堅持NCC必須駁回旺中案的理由也在這裡。」她說「如果政府沒有意願也沒有能力為人民把關一個健全而自由的媒體環境，為了我們的民主自由，更為了我們的下一代，我們只有自己站出來展現人民的力量。」她呼籲各界為捍衛台灣的新聞自由挺身而出，踴躍參加「你好大、我不怕」的反媒體壟斷大遊行，除了要求NCC撤回旺中案決議外，並檢討現行法規以防止媒體的過度集中與壟斷。對於國民黨團在立法院阻擋「廣電三法修正案」，她表示，這種因財團而一夕生變、連夜翻盤的政黨很讓人失望。她認為馬總統應該主導反媒體壟斷的修法，讓相關法律完備，不能對媒體自由沒有全盤視野的看法，只是說他不介入個案。
立委鄭麗君等則於立法院院會提案要求國家通訊傳播委員會於反媒體壟斷法公佈前不得再通過任何媒體購併案。她表示財團介入媒體事業經營，並透過雄厚之財力進行水平及垂直之併購，再藉由旗下媒體公器私用，箝制言論打擊異議者，已嚴重影響新聞自由，傷害台灣民主。壹傳媒的購併案一旦通過後，其平面媒體的市占率將逼近五成，恐產生言論集中的問題。

### 台灣團結聯盟
台聯黨主席黃昆輝表示，國民黨對廣電三法的修正案出爾反爾、言而無信，還在學生們抗爭後動用大批便衣警力及警備車尾隨學生，台灣已經不是國民黨威權統治的時代了，不要搞白色恐怖貽笑國際；而國民黨只有「一夜改革」，人民不能再寄望或期待，他呼籲全民要用行動來要求馬英九下台。台聯立委林世嘉強調，台聯黨團始終支持反媒體壟斷、媒金分離及召開法案公聽會。
2016年11月21日，ETtoday東森新聞雲的直播節目討論台灣數位光訊科技宣布購買東森電視事件，主持人賴憲政說，在新的媒體怪獸即將成形的時候，反媒體壟斷運動的團體到哪裡去了，「是不是應該站出來守護四年前的理念」；來賓台聯台北市議員陳建銘說，敬告曾經支持反媒體壟斷運動的民進黨，不要換了位置就換了腦袋，「別以為執政了就不會有社會運動」。

### 朱立倫
時代力量宣佈於2019年6月舉辦紅色媒體滾出台灣遊行之後，前新北市市長朱立倫表示，台灣是言論自由的社會，不該因媒體的立場而抗議，認為相關遊行干預新聞自由。

## 蘇打綠跨年反媒體壟斷遭剪
2013年1月1日，在義大世界「全台第義大跨年晚會」現場，蘇打綠主唱青峰表示：「這首歌呢我想說的是，在今年我覺得發生了非常非常多的事情，但我覺得有一些值得令人開心的部分是，越來越多的人願意為這個社會勇敢地發聲……在我的心目當中，媒體呢應該是一個為真相發言的一個平台，而不是呢企圖地去壟斷或是想要把你或把我們當作是被利用的東西。所以呢，我希望我們的下一年都可以過得更好，然後過得更不孤單。然後接下來這首歌呢，我想要送給每一個很勇敢的人，然後還有每一個清醒的你們。」青峰並獻唱由王丹填詞的〈沒有菸抽的日子〉，重播時這段話被中視以廣告剪接方式刪除。《自由時報》電子報即時新聞以「中視剪青峰反壟斷言論 遭轟『無恥』」標題砲轟中視；但一向力挺蔡英文的資深政論部落客「黑雨」諷刺，自由時報也是半斤八兩：「套用自由時報的邏輯，他們跳過蔡英文信任度超過蘇貞昌的事實，算不算『無恥』呢？」
2012年11月6日，曾任《自由時報》專欄作家的《新台灣新聞週刊》發行人詹錫奎（老包）諷刺，《自由時報》仗著自己擁有「台派資訊霸權」，封殺在該報寫專欄的南方朔與卜睿哲幫謝長廷辯護的言論，「把極端主義者拿來當論壇主流」，以「圈養式資訊」在台派內部製造矛盾，「像四十年前執行獨裁統治的老K（國民黨）中常會」。2012年12月28日，詹錫奎甚至披露，曾有人在《自由時報》內部會議中委婉勸告該報創辦人林榮三不要利用媒體公器襄助民進黨的新潮流系與蘇系，反而被林榮三大罵「不支持蘇貞昌，要支持誰」。
2013年6月6日14點，《自由時報》電子報即時新聞轉載中央通訊社對瓏山林企業董事長林鴻堯（林榮三么子）假贈與士林官邸附近土地案的報導後，發現林鴻堯是本案當事人，隨後立即撤除該篇報導；同日晚間，《自由時報》發言人蘇宇暉說，他對撤報導的事不知情，林鴻堯非該報員工，他將瞭解情況再回應；但同日18點30分到21點30分，面對《中國時報》記者的電話查證，《自由時報》都以「蘇宇暉不在座位上」、「蘇宇暉還在開會」、「總編輯也在開會」為由不對外回應。2013年6月6日22點58分，《自由時報》電子報即時新聞終於刊登該報記者寫的對本案的報導。

## 喬姆斯基舉紙牌爭議
台灣反媒體壟斷運動支持者林庭安邀請麻省工學院學者諾姆·杭士基（又譯為喬姆斯基）以舉紙牌方式，聲援反媒體壟斷運動，在臉書上公布照片。林庭安是繼陳為廷之後，第二位因為臉書發言被《中國時報》與中天新聞台公布個人資料的青年支持者。林庭安曾接受訪問，聲稱她有將紙牌內容與事件經過解釋給杭士基，經他同意才公布照片。杭士基接受訪問時，聲明其立場為反對媒體壟斷與支持新聞自由，但他不準備支持反中或親中，他認為這應由台灣人民自主判斷。
反媒體壟斷運動聯盟鼓勵支持者手持活動標語「拒絕中國黑手、捍衛新聞自由、我在＿＿守護台灣」自拍照片後，上傳臉書，表達對運動的支持與關心。2012年12月26日，林庭安致信杭士基，說明台灣發生了一個新聞媒體併購事件，可能造成新聞壟斷，學生發起抗議運動，在網路上以舉標語方式來反對媒體壟斷，希望杭士基也可以參與這個活動，聲援台灣反媒體壟斷運動。在電子信件中，林庭安解釋活動標語「拒絕中國黑手、捍衛新聞自由、我在MIT守護台灣」的英文為Oppose Media Monopoly, Reject the black hand of China, uphold freedom of the press, I protect Taiwan in...。杭士基同意，於是林庭安拍下他舉著印有這三句口號的中文紙牌。此外，她也取得Ned Block、Steven Gross教授的照片，她將這些照片在臉書上公布。這張照片在臉書上被快速轉載。1月5日，林庭安投書《想想論壇》徵文比賽，成為得獎作品，在其中她署名為陽明大學心智哲學研究所碩士班學生。
1月7日，《自由時報》首次報導杭士基舉紙牌支持反媒體壟斷運動，報導中稱呼林庭安是陽明大學心智哲學研究所碩士班學生。
澳門大學學者劉世鼎向諾姆·杭士基寫信詢問此事，劉世鼎將這三句標語英譯為「Protest against media monopoly, Refuse Chinese manipulation, Defend freedom of press」。諾姆·杭士基回信說他的立場為反對媒體壟斷與支持新聞自由，但沒有其他立場。2013年1月27日，劉世鼎在臉書上公布杭士基回信與自己的意見，認為杭士基反對媒體壟斷的立場被台灣社運與媒體曲解為反中國運動的代言人，杭士基並不知道台灣反媒體壟斷運動的反中國訴求，杭士基被誤導加入反中國運動，是因反媒體壟斷運動者移花接木、暗渡陳倉。
1月13日，國立臺灣大學教授石之瑜認為，杭士基因為反霸權與反帝國主義的立場，遭到反媒體壟斷運動者誤導，而加入反中反華的行列；他說，杭士基如此毫無警覺、毫無歷史感的表現，當然不是因為他突然覺得中國比美國更壞或更可惡，而是因為他只聽到反媒體壟斷運動者的陳述，「他為了表達反霸反帝，而中了台灣反媒體壟斷勢力的壟斷之計。」石之瑜認為，如果反媒體壟斷運動者沒有反壟斷的口號，他們不容許親中者享有言論自由的立場就會被揭穿，那麼他們主張台獨的言行就變成是反言論自由，與他們恐懼的中國一樣。
1月29日，《中國時報》以〈反媒變反中 喬姆斯基被設計〉為題，報導劉世鼎在臉書上發表的文章。報導中認為，學生並未解釋將標語的意義解釋給喬姆斯基聽，喬姆斯基顯然是在不知情下為學生拍攝。劉世鼎認為，反媒體壟斷運動參與者偏頗、雙重標準、選擇性反對，不是單純的爭取民主與新聞自由，實際上是反對中國，針對中資來反對。同日劉世鼎公布喬姆斯基一個簡短澄清函內容寫著：「我們顯然被誤導了。」。1月31日，劉世鼎再度在臉書發表，反媒體壟斷運動不應被窄化為反對中國。石之瑜投書《中國時報》，認為喬姆斯基被設計、被反旺中運動消費，美國CNN、BBC、《紐約時報》等媒體才是真正具備壟斷能力的真壟斷者，反旺中集團是為了掩護美帝真壟斷才發動的政治活動。
林庭安稍後在自己臉書頁面公布與杭士基的信件，解釋她曾向喬姆斯基解釋這個運動的內容，標語內容也曾譯成英文，向喬姆斯基解說，否認曾有誤導。張鐵志在個人臉書上回應，劉世鼎扭曲了反媒體壟斷運動，將它描述為反中運動，並且是反對中國的一切人事物。
1月30日，《自由時報》報導了林庭安的說法，在報導中仍然稱她是陽明大學心智研究所碩士研究生。林庭安認為她已詳細向杭士基解釋反媒體壟斷運動的內容，在得到他同意之後才刊出照片；林庭安認為，杭士基反對媒體壟斷，這個立場與台灣正進行的反媒體壟斷運動一致，希望大家將焦點放在這個地方。電郵文中寫著"Reject the black hand of China"，證明有嘗試翻譯「拒絕中國黑手」，但未必能全面反映原文意義。
1月30日，《中國時報》報導，喬姆斯基以電子郵件回覆《中國時報》與中天新聞，信中說，他完全不知道牌子上還有其他字句，他認為這件事是嚴重扭曲。中天新聞台的談話節目《台灣顧問團》，在當天晚間以此為題，批評《自由時報》報導不公、林庭安假造學生身份誤導喬姆斯基，並認為有人刻意挑起反中情緒來攻擊旺中案。
1月31日，《中國時報》公布林庭安的個人資料。報導中說，林庭安於2012年自臺灣大學生命科學系畢業後，於陽明大學心智哲學研究所擔任計畫研究助理，非陽明大學心智研究所學生。《中國時報》記者劉屏希望林庭安承認，自己當初對杭士基說謊，因意識型態而未全盤說出實情。
1月31日，歷史學者吳從周投書《中國時報》，說：「喬姆斯基反對媒體壟斷，但他反對的焦點是美國的『宣傳模型』（Propaganda Model），因為該模型的核心就是反共的意識形態；喬氏進而強烈抨擊美國和其他西方國家的媒體，為達反共政治目標，不惜逃避正當報導的劣行。反觀眼下的台灣，少數真正秉持民主、自由、多元理念，有意對中國做出客觀報導，也嘗試提供統獨議題討論平台的媒體，卻被反媒體壟斷運動扣上『壟斷』與『賣台』的大帽子；反之，某些占據輿論統治地位，長期進行壟斷性反共、反中宣傳的媒體，反媒體壟斷運動卻視若無睹；此運動雖以『民主自由』為名，但追求的卻是與喬氏相左的反共政治目標。反媒體壟斷運動的成員，竟然尋求意識形態與他們針鋒相對的左派學者背書。」
2月2日，《台北時報》刊出報導，報導中引述杭士基的回信。杭士基說，他與他的朋友、紐約大學哲學系教授Ned Block，都拍了照片支持；但他們只注意到標語中反媒體壟斷與新聞自由，但不記得當中有反中國的部份。杭士基不打算指控任何一個人欺騙或是誤導，單純只是因為他們不懂中文，造成誤會。
2月3日，中天新聞記者臧國華赴波士頓訪問喬姆斯基，喬姆斯基受訪一再強調這件事只是因為他不懂中文造成。他表明了一貫立場，反對媒體壟斷與支持新聞自由，但他不準備加入反中或親中的陣營，他認為這應由台灣人民自主判斷。他認為，如果標語主題在於反對中國，他就不會參與舉牌。中天新聞以〈若知有「反中」 喬姆斯基：不會答應拍照〉為題，播出訪問。網路上，有人將喬姆斯基的訪問，逐字翻譯後，與中天新聞的字幕版本做對照，認為中天新聞有誤導觀眾的嫌疑，對照影片被放到youtube上。中天新聞表示，該則新聞確有口白與翻譯字幕配合上的疏失，在部落格中致歉。《自由時報》在2月4日報導了此事。有觀眾向NCC投訴。2月5日，中天新聞重新剪輯訪問，播出了字幕對正的版本，並將臧國華的大多數旁白與訪問後的評論刪除。

## 外部連結
- 反媒體巨獸青年聯盟
- 聯合報-學生學者工會 反壹傳媒併購（页面存档备份，存于）
- 總說明及逐條說明[永久] 廣播電視壟斷防制與多元維護法草案 行政院 2013/4/26
- 審議「廣播電視壟斷防制與多元維護法草案」案（页面存档备份，存于） 立法院 2013/5/29